# لعبة الملك
لعبة الملك هو فيلم من نوع دراما أُصدر في 1 أكتوبر 2005. الفيلم من توزيع Dogwoof ‏، وهو من إخراج نيكولاج أرسيل، أما السيناريو فكان من كتابة نيكولاج أرسيل وراسموس هايستربيرج ‏ ونيلز كراوس، كيير ‏.

## طاقم التمثيل
- Anders Peter Bro  [لغات أخرى]‏
- Christiane Bjørg Nielsen  [لغات أخرى]‏
- Clara Bahamondes  [لغات أخرى]‏
- Gunilla Roijer  [لغات أخرى]‏
- Hans Henrik Voetmann  [لغات أخرى]‏
- هنريك نويل اولسن  [لغات أخرى]‏
- Jens Jørn Spottag [الإنجليزية]‏
- Jes Dorph-Petersen  [لغات أخرى]‏
- Kaare R. Skou  [لغات أخرى]‏
- مايكل كامبر  [لغات أخرى]‏
- نيلز كراوس، كيير  [لغات أخرى]‏
- روبرت هانسن
- Søren Poppel  [لغات أخرى]‏
- Ulf Pilgaard [الإنجليزية]‏
- نيكولا اخوانه
- لورا كريستنسن
- سورين بيلمارك [الإنجليزية]‏
- Nastja Arcel  [لغات أخرى]‏
- نيكولاج كوبرنيكوس
- Kenneth Carmohn  [لغات أخرى]‏
- كورت رافن [الإنجليزية]‏
- Charlotte Munck [الإنجليزية]‏
- اندرس نيبورغ  [لغات أخرى]‏
- أندرس دبليو. بيرثيلسن
- Susanne Breuning  [لغات أخرى]‏
- Helle Fagralid [الإنجليزية]‏
- لارس بريجمان
- فرانك تيل  [لغات أخرى]‏
- بيارني هنريكسن [الإنجليزية]‏
- Jesper Langberg [الإنجليزية]‏
- لارس ميكلسن

## وصلات خارجية
- لعبة الملك على موقع IMDb (الإنجليزية)
- لعبة الملك على موقع روتن توميتوز (الإنجليزية)
- لعبة الملك على موقع نتفليكس (الإنجليزية)
- لعبة الملك على موقع ألو سيني (الفرنسية)
- لعبة الملك على موقع Turner Classic Movies (الإنجليزية)
- لعبة الملك على موقع أول موفي (الإنجليزية)
- لعبة الملك على موقع فيلمافينيتي (الإسبانية)
- لعبة الملك على موقع قاعدة بيانات الأفلام السويدية (السويدية)
- لعبة الملك على موقع قاعدة بيانات الفيلم (الإنجليزية)
- لعبة الملك على موقع ليتربوكسد (الإنجليزية)